# Berikh (district)
Berikh (en alphasyllabaire guèze : በሪኽ) est un district de la région Maekel de l'Érythrée. Ce district occupe la partie ouest du Maekel. La principale ville et capitale de ce district est Berikh. 
Ce district est lui-même subdivisé en 4 kebabi, c’est-à-dire les plus petites entités administratives érythréennes : 
| District :   | Kebabi     | Chef-lieu de kebab | Localités incluses dans ce kebab |
| ------------ | ---------- | ------------------ | -------------------------------- |
| Berikh / በሪኽ | Ādī Ghebru | Ādī Ghebru         | Ādī Ghebru, Adī Tekhlay          |
| Berikh / በሪኽ | Tse'azega  | Tse'azega          | Tse'azega                        |
| Berikh / በሪኽ | ‘Hazzega   | ‘Hazzega           | ‘Hazzega, Ādī Yacob              |
| Berikh / በሪኽ | Ametsi     | Ametsi             | Ametsi                           |